# Brachythecium hastile
Brachythecium hastile là một loài rêu trong họ Brachytheciaceae. Loài này được Broth. & Paris mô tả khoa học đầu tiên năm 1904.